# La Viborilla
La Viborilla är en ort i Mexiko.   Den ligger i kommunen Coroneo och delstaten Guanajuato, i den sydöstra delen av landet, 150 km nordväst om huvudstaden Mexico City. La Viborilla ligger 2 332 meter över havet och antalet invånare är 126.
Terrängen runt La Viborilla är huvudsakligen kuperad, men den allra närmaste omgivningen är platt. Runt La Viborilla är det ganska glesbefolkat, med 50 invånare per kvadratkilometer. Närmaste större samhälle är Jerécuaro, 14,5 km väster om La Viborilla. I omgivningarna runt La Viborilla växer huvudsakligen savannskog.